# Ренді Реган
Ренді Реган (англ. Randy Ragan, нар. 7 червня 1959, Гай-Прері, Альберта) — канадський футболіст, що грав на позиції захисника. Найбільш відомий за виступами в клубі Північноамериканської футбольної ліги «Торонто Бліззард», а також у складі національної збірної Канади, у складі якої він став переможцем Чемпіонату націй КОНКАКАФ 1985 року.

## Клубна кар'єра
Ренді Реган народився в місті Гай-Прері в Альберті, та розпочав виступи в дорослому футболі у 1978 році в команді «Сімон Фрезер Клан», в якій грав до кінця 1979 року. У 1980 році Реган став гравцем клубу Північноамериканської футбольної ліги «Торонто Бліззард», у складі якої грав до кінця 1987 року, протягом усього часу був одним із основних гравців захисту команди. Під час виступів за команду з Торонто одночасно грав у складі команди клубу в індор сокер. У 1990 році Ренді Реган грав у канадській команді «Вікторія Вістас». У 1991 році футболіст перейшов до клубу «Норт-Йорк Рокетс», і після закінчення сезону 1991 року завершив професійну кар'єру футболіста. Після завершення виступів на футбольних полях Ренді Реган тренував спочатку чоловічу футбольну команду Гвелфського університету в Канаді «Гвелф Грифонз», а пізніше жіночу команду університету.

## Виступи за збірну
У 1980 році Ренді Реган дебютував у складі національної збірної Канади. У 1984 році футболіст грав у складі збірної на Олімпійських іграх у Лос-Анджелесі. У 1985 році Реган у складі збірної став переможцем Чемпіонату націй КОНКАКАФ, що дало канадській збірній путівку на чемпіонат світу 1986 року у Мексиці. На самому чемпіонаті Ренді Реган брав участь у всіх 3 матчах збірної, втім збірна Канади не подолала груповий етап чемпіонату. Після чемпіонату світу завершив виступи в національній збірній. Загалом протягом кар'єри у національній команді провів у її формі 40 матчів.

## Титули і досягнення
- Переможець Чемпіонату націй КОНКАКАФ: 1985